# Pa Sang (Mae Chan)
 (août 2022).
Pa Sang est un tambon de Thaïlande (thaï : ตำบล ; API : [tām.bōn]) (division administrative généralement traduit en français  approximativement par « commune » ou plus exactement par « sous-district ») constitué de 15 villages (thaï : หมู่บ้าน,  RTGS : mu ban ou Muban) situé dans la province de Chiang Rai, dans le district de Mae Chan. En 2020, sa population était de 11 601 habitants.

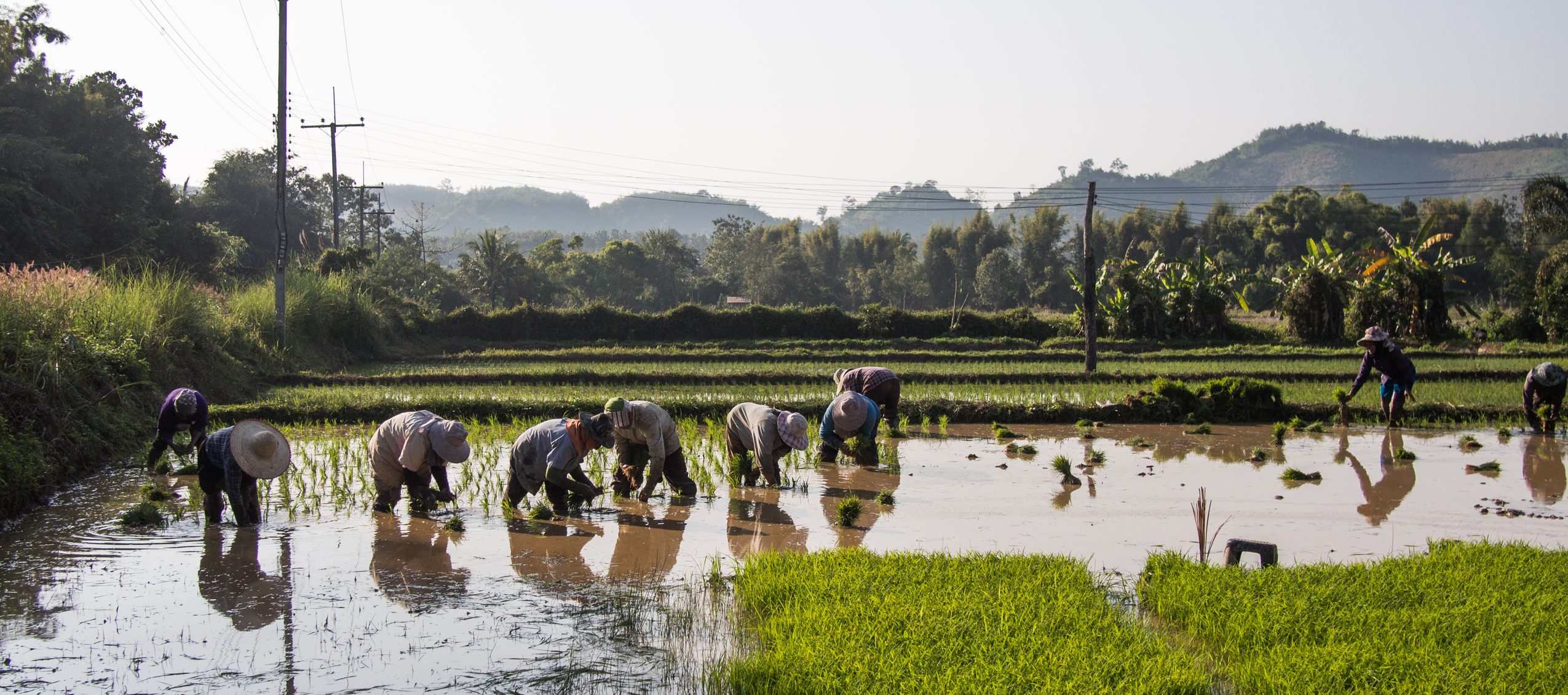
Rizière, district de Mae Chan

Rizicultrices et riziculteurs dans le district de Mae Chan
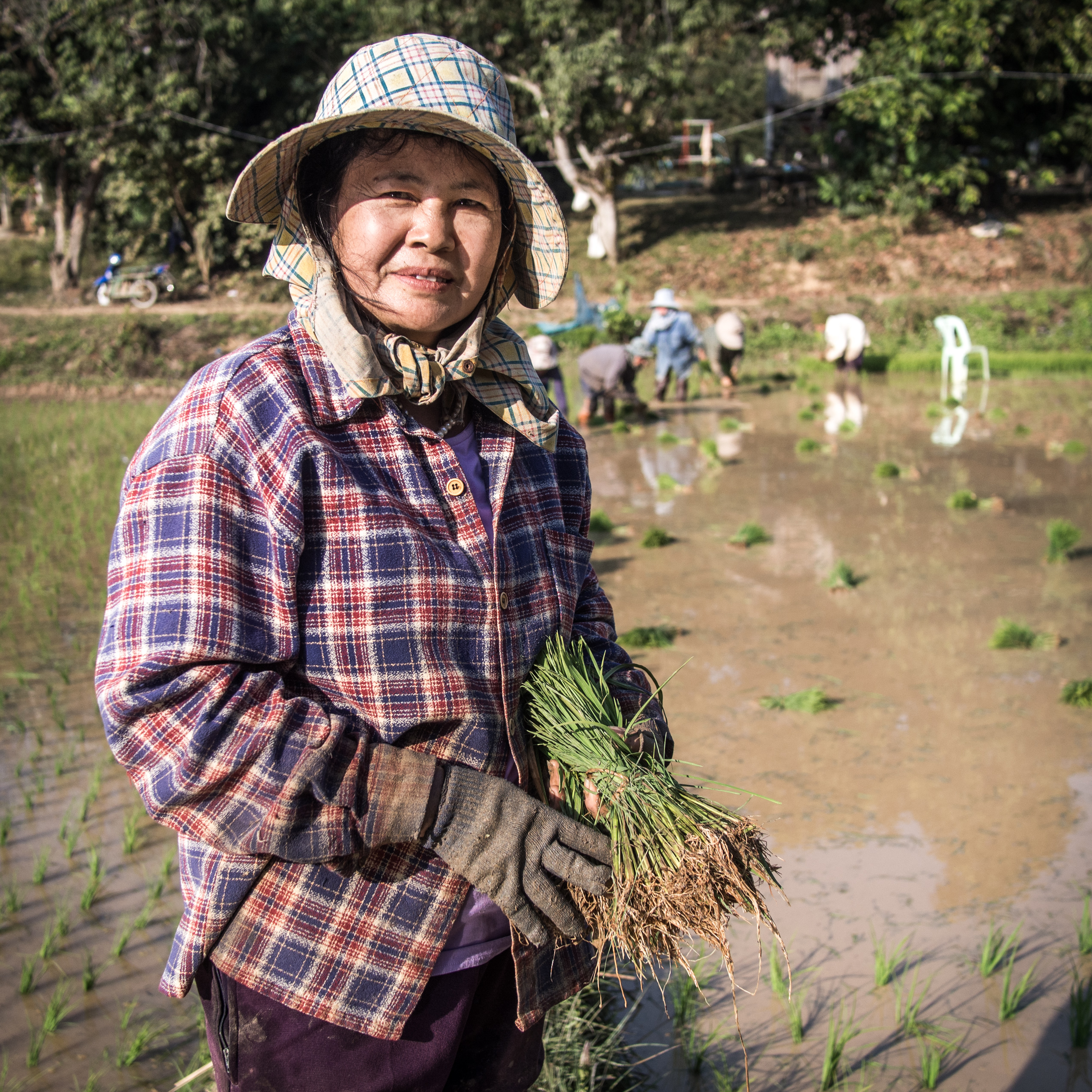
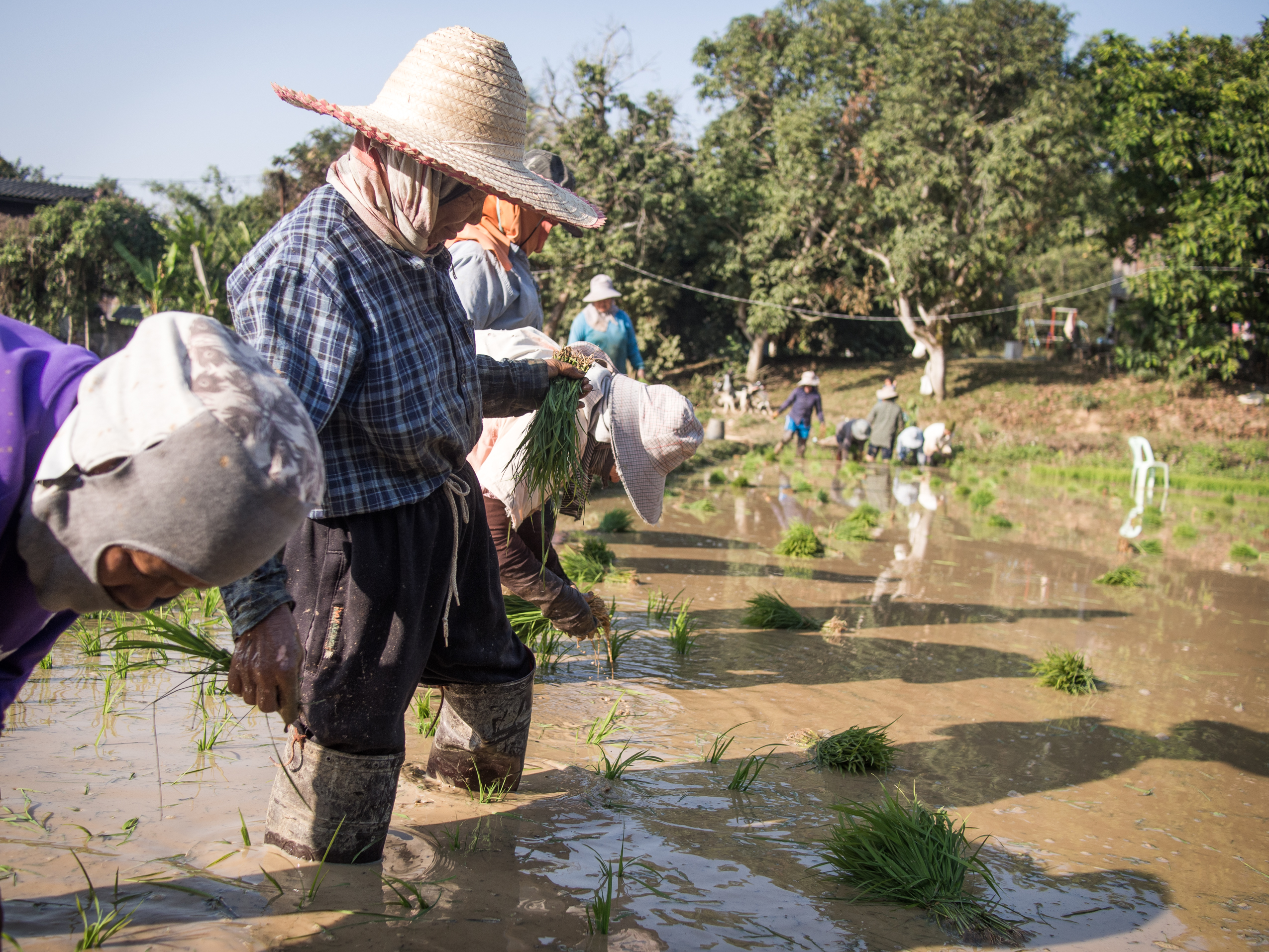
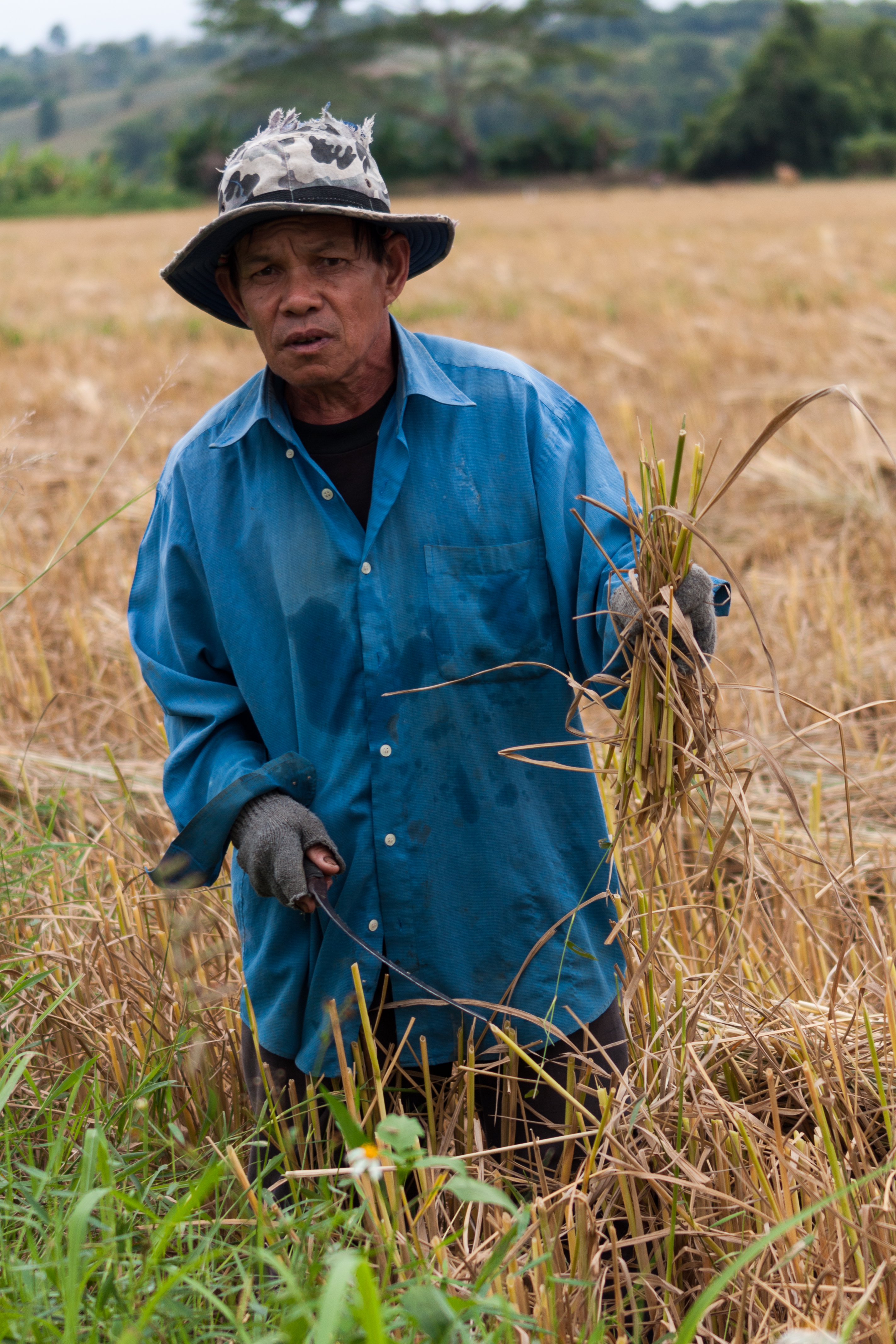